# Veselé prasátko Gordy
Veselé prasátko Gordy (v anglickém originále Gordy) je americký rodinný komediální film z roku 1995. Pojednává o malém prasátku jménem Gordy, které hledá svou ztracenou rodinu. Distributorem filmu byla společnost Miramax Family Films.